# ميني كوبر

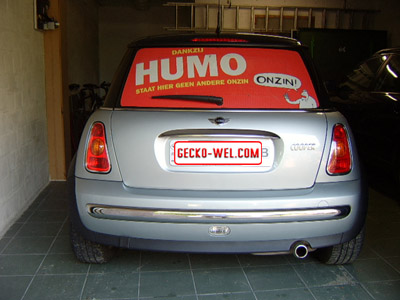
ميني كوبر

ميني كوبر (بالإنجليزية: Mini Cooper)‏ هي سيارة صغيرة أنتجت في أواخر الخمسينيات لتكون بديلاً مقللاً لاستهلاك الوقود، أُطلقت عام 1959. اخترعها المهندس اليكس اسيجانيس لتكون أعظم إنجاز له، وقد صممت في بريطانيا.

## التصميم
صممت في بريطانيا، ليس لتكون عصرية ورائجه، انما لتخرج بريطانيا من ازمتها النفطيه، في عام 1956 اشتبكت بريطانيا مع مصر على ملكية قناة السويس، منعت ناقلات النفط من المرور في القناة، كما بدأ الوقود لدى المملكة المتحدة ينفذ، لذى وضع رئيس شركة المحركات البريطانية تحدياً بين مهندسية، وهو بناء سيارة اصغر، وأخف لتستهلك وقوداً اقل من سيارة الخمسينيات، اراد ليونارد دورد ان يكون التصميم الجديد اصغر من سيارة موريس ماينور، الأكثر مبيعاً لديهم، ابعادها ثلاثة امتار، متر وعشرين في متر وعشرين في الارتفاع، عليهم استخدام نفس الأجزاء المصنعية القياسيه، ومع ذلك ان تتسع لأربعة راشدين وامتعتهم، لحسن الحظ كان ذلك الرجل اليك اسيجانيس العقل المدبر وراء موريس ماينور، كان اليكس اسيجانس مهندسا فريداً وحالماً، في هذا الوقت كان مصمم سيارات مشهور، ولكن الميني كان إنجازا عظيما له، استطاع اسيجانيس اخيراً إنتاج سيارة صغيرة ثمانون بالمئة من مساحة ارضيتها مكرسة لركابها وامتعتهم، واخف وزنا ب 22% من موريس ماينور،

## تحقيق ذلك
في «الميني» وضع المحرك في ثلث الحجم المعتاد، لزيادة المساحة داخل السيارة، قلب اسيغانيس المحرك، وركبه على عرض السيارة، وقد كان حلاً مثاليا، باستثناء عقبة واحدة كبيرة: لا يوجد متسع لعلبة التروس ! فوضعها أسفل المحرك، بل عنصرا مكملا للمحرك، لتمنح توزيعاً مزدوجاً للمحرك وعلبة التروس معاً،
خطوته الثورية التالية كانت ازالة عامود الحركة من المحرك ووضعه على العجلات الخلفية.
وإنشاء أول سيارة دفع امامي أنتجت باعداد كبيرة في العالم وبسبب عدم وجود عامود حركة يتجه نحو العجلات الخلفية، استطاع أن يخفض ارتفاع الأرضية، وان يصبح سقفها أعلى من الداخل، كما زاد مساحة الفضاء الداخلي باستخدام النوافذ المنزلقه.المساحة التي تم توفيررها بسبب عدم وجود نافذه تحولت إلى مساحة للتخزين !
حجرة السيارة مصغرة بشكل جميل، ولمساته الشخصية في كل مكان في السيارة؛ كمنفضة السجائر وما شابه ذلك
بعد عامين من التطوير كان الإصدار جاهزاً، بوزنها الذي بلغ 615 كيلوغراماً فقط ! استطاعت ان تكتفي بحرق غالون من البنزين لكل 64 كيلومتراً، وصلت سرعتها ال 216 كم\الساعة، وكان سعرها 496 جنيهاً، سماها اسيغانيس ب«السيارة الخادمة» فقد كانت تحفة معقولة الثمن للطبقة العاملة،

## اعظم الات ذلك العهد
سرعان ما أصبحت الميني متوفرة على شكل تشكيلة متنوعه من مختلف الاشكال والاحجام، وأصبحت سيارة عائلية ناجحة، ولكن كيف أصبحت واحدة من اعظم الالات في ذلك العقد؟
لفتت سيارة الميني التي صممها اسيغانيس نظر مهندسٍ آخر؛ «جون كوبر», كان جون كوبر ووالده تشارلز مشهورين بابتكار سيارات الفورميلا ذوات المحرك الخلفي، نظر إلى اطار الميني خفيف الوزن، ومركز ثقل الوزن المنخفض، وقد رئيا إلى إمكانية تحويلها لسيارة سباق، سيارة ميني كوبر من شركة اوستن ملك قوة أكبر ب 3 اضعاف، كسبت ميني كوبر سباق الرالي 3 مرات وقد أصبح نجاح ساحق حول سياره ميني التي أنشأها اسيغانيس، والان أصبح الجميع يريد واحدة !
زادت المصانع البريطانية الإنتاج ل 200 الف سيارة في السنة فأصبحت واحدة من اعظم الايقونات على الإطلاق.

## وصلات خارجية
- https://www.youtube.com/watch?v=kbJEc4SGoV4

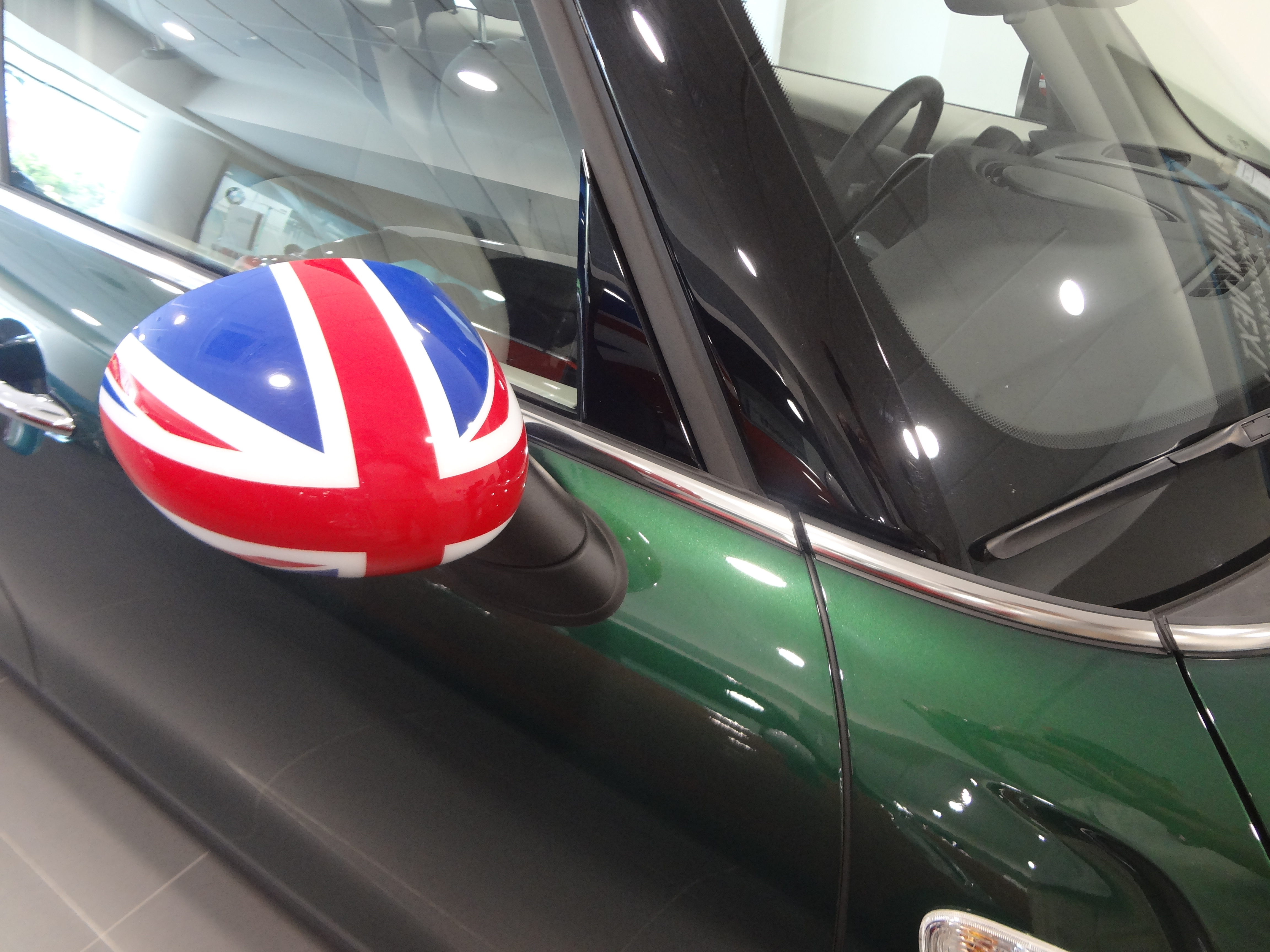
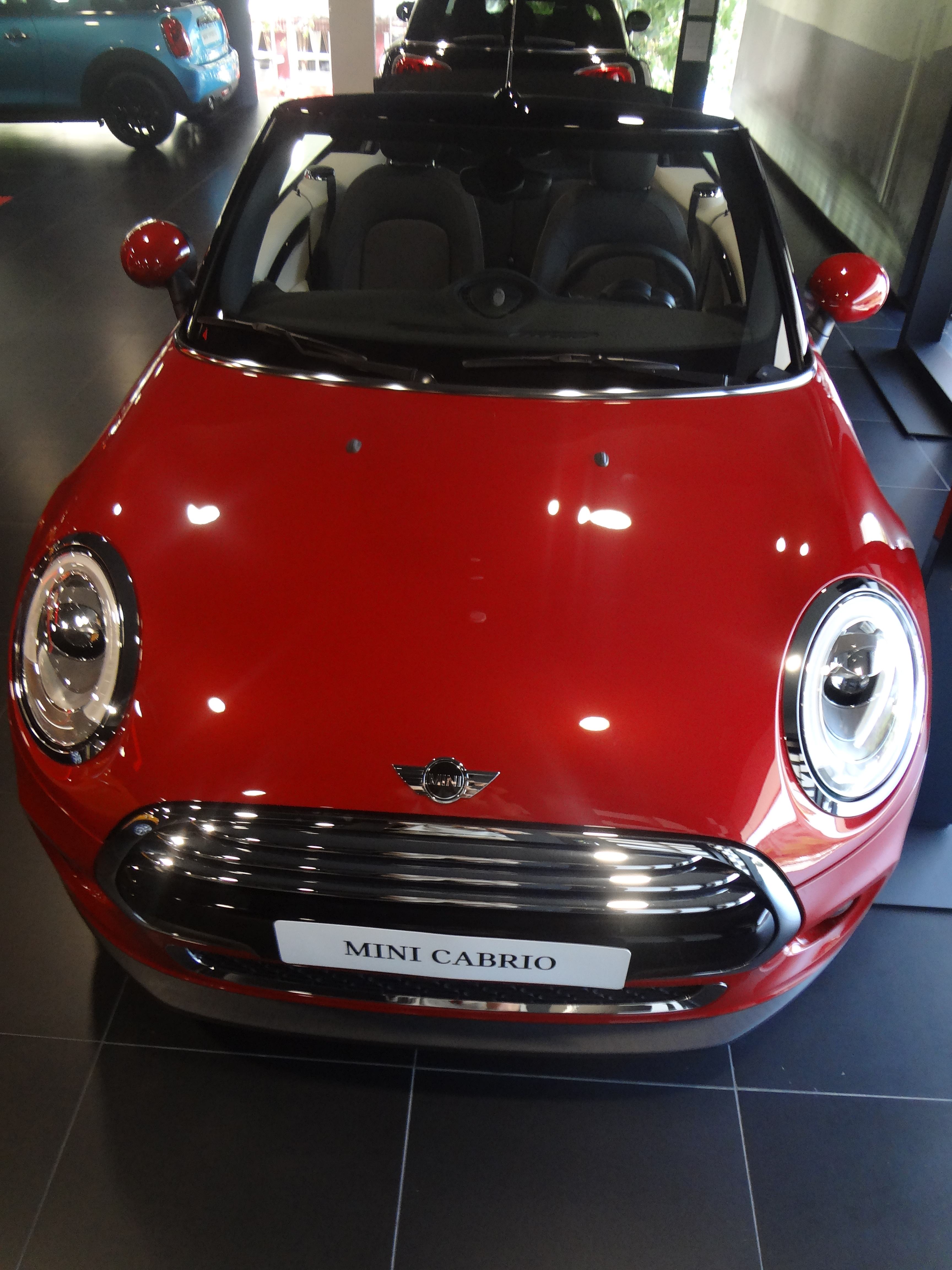
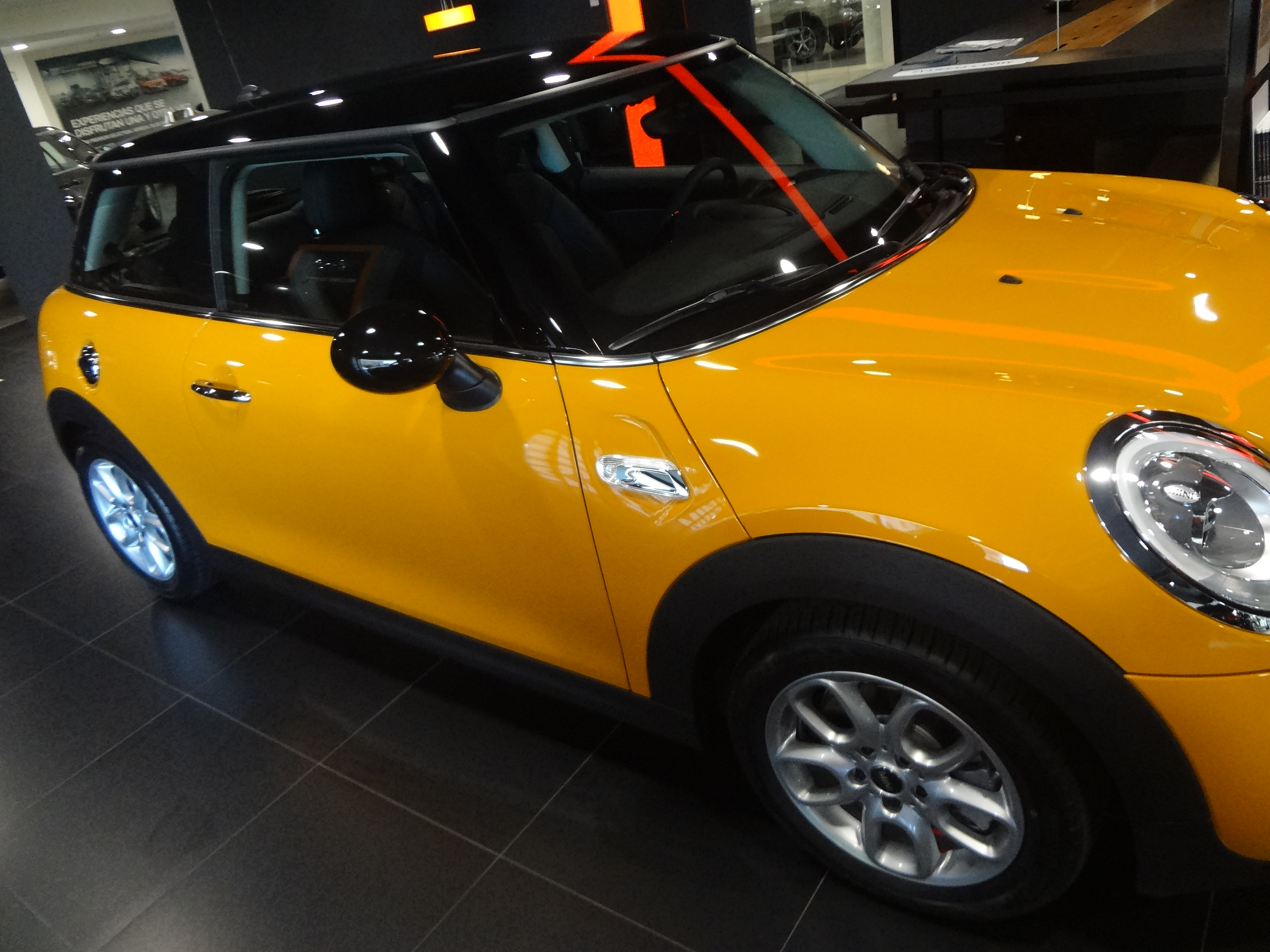
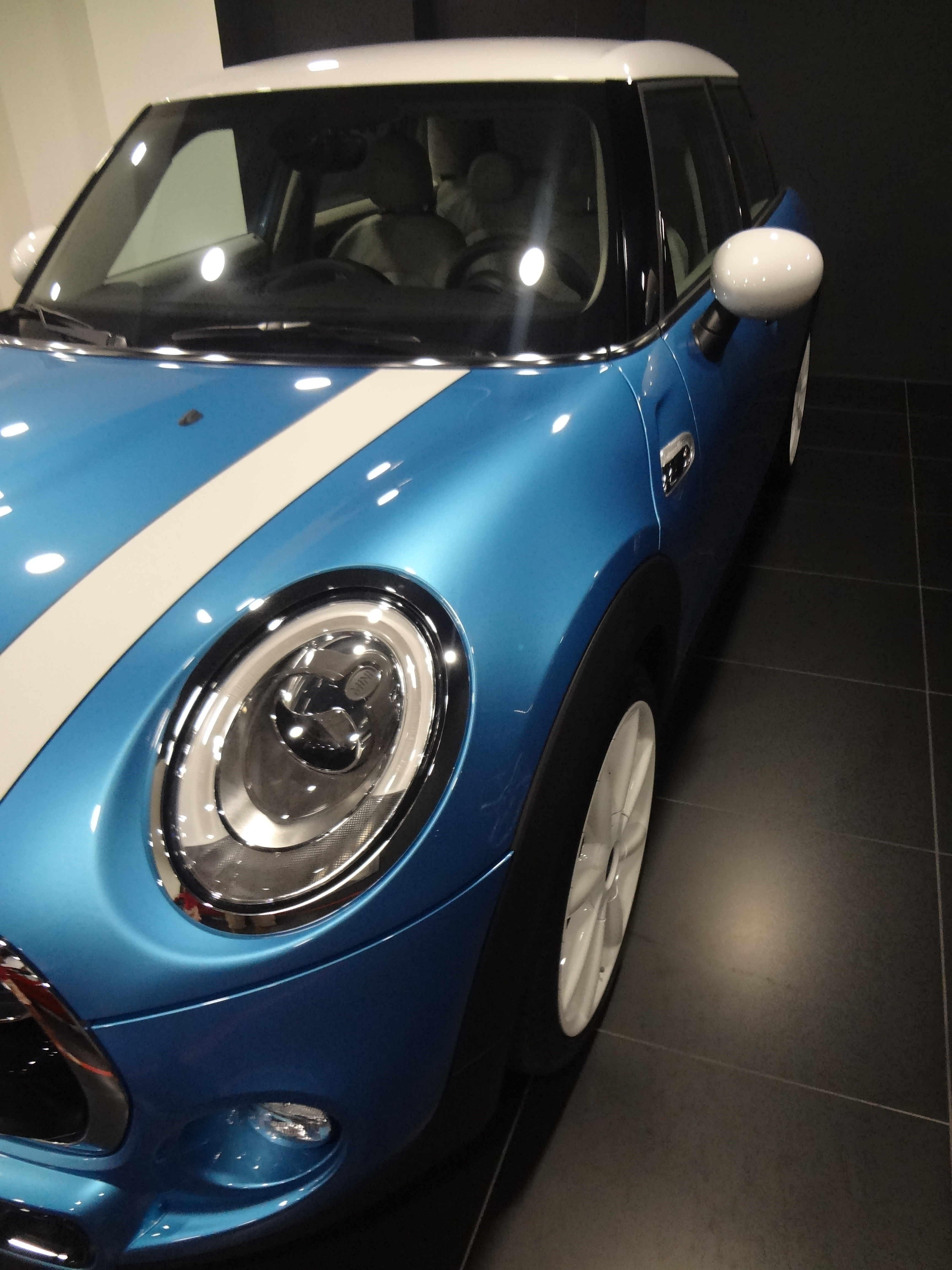
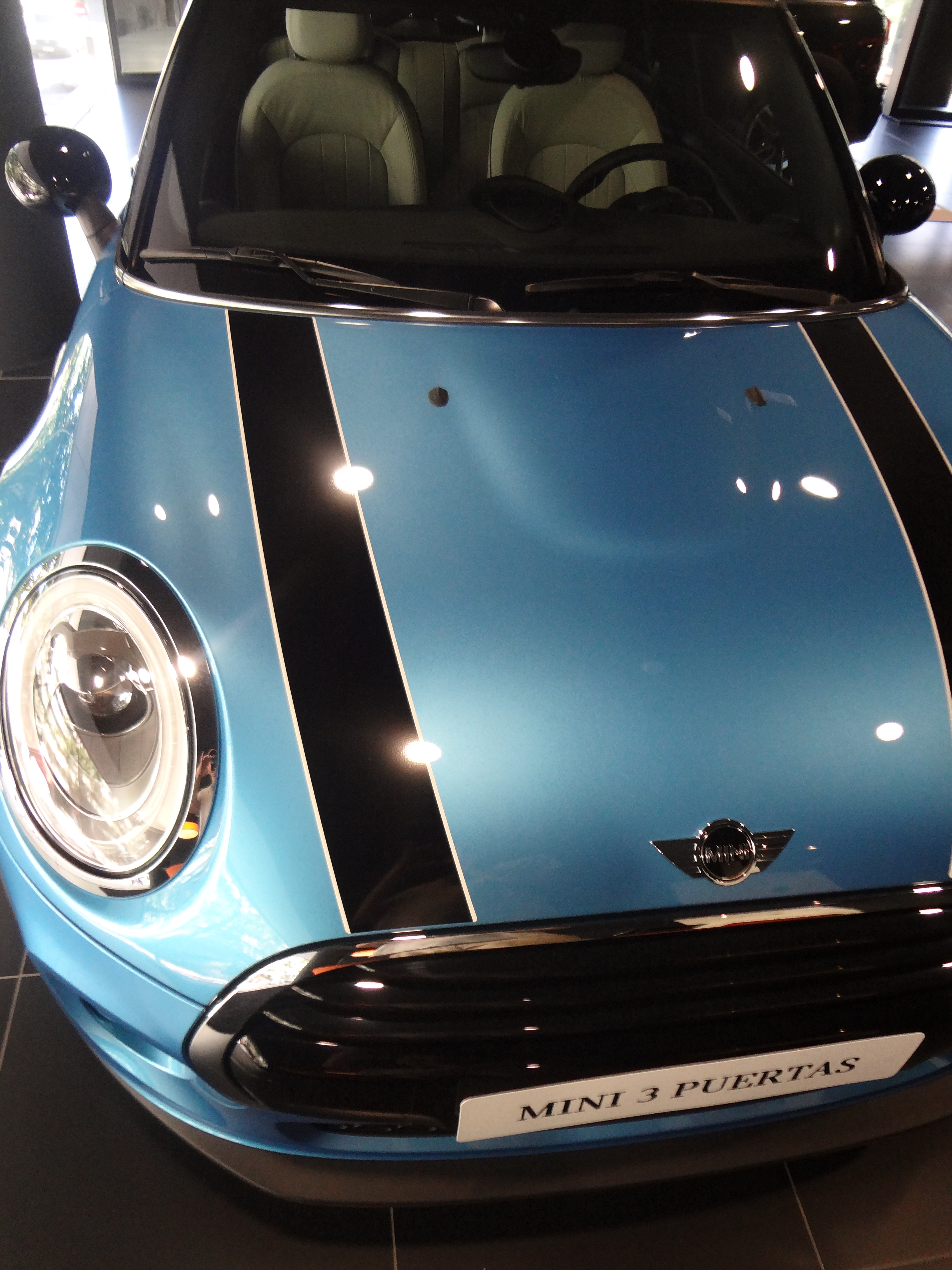
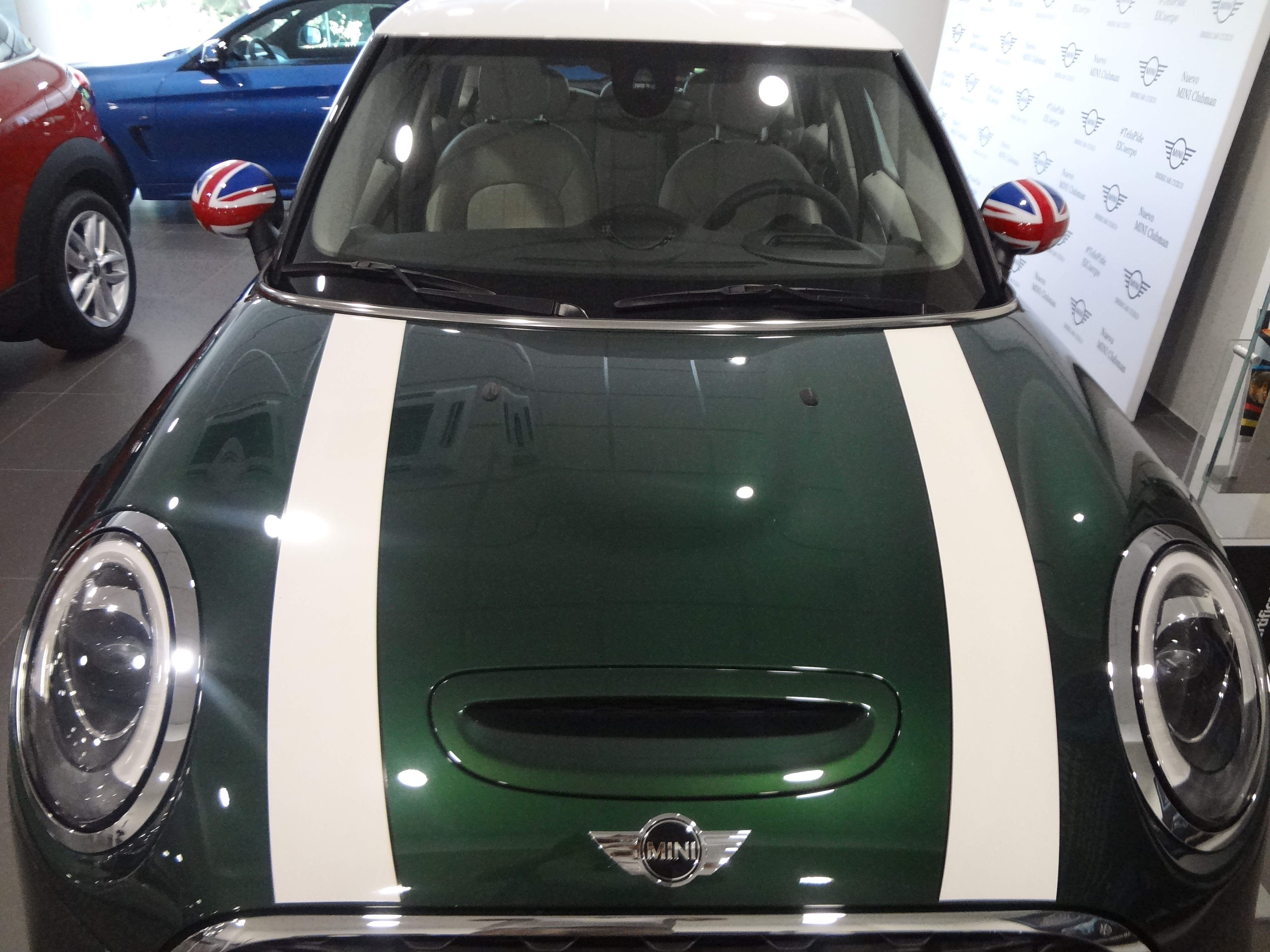
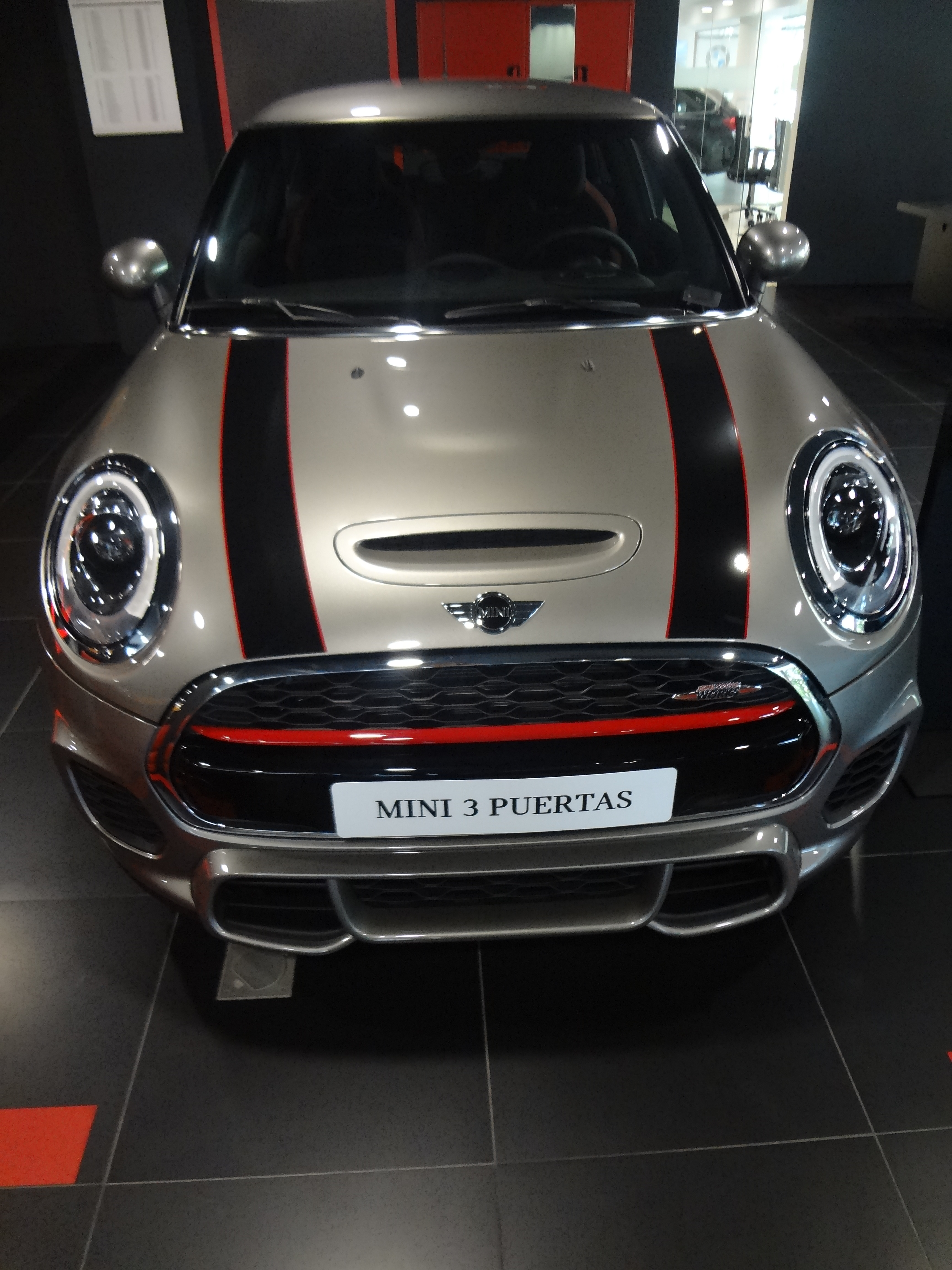
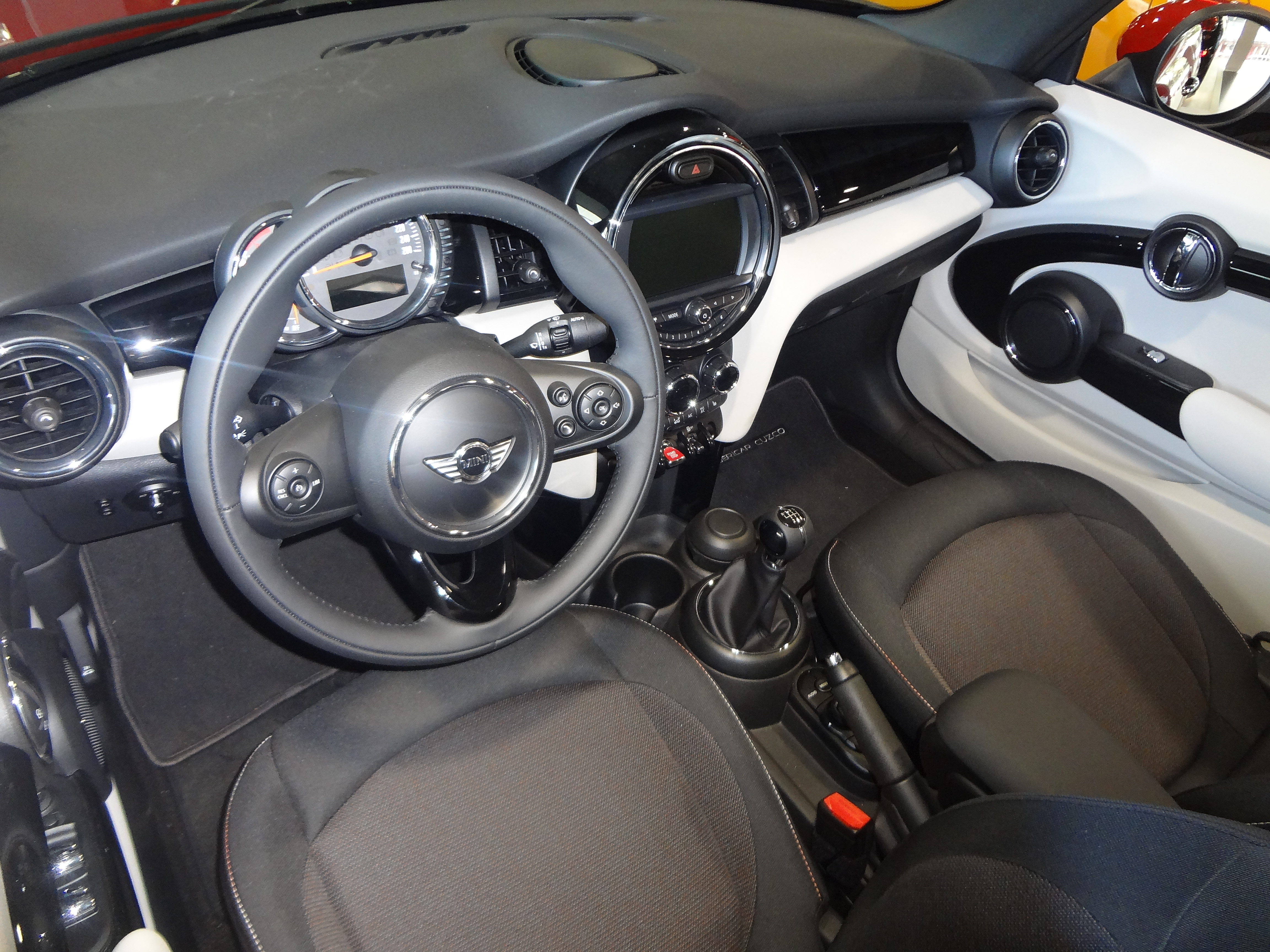